# سزار آکگول
سزار آکگول(ترکی استانبولی: Sezar Akgül; متولد ۲۷ آوریل ۱۹۸۸) یک کشتی‌گیر اهل کشور ترکیه است. از افتخارات وی می‌توان به کسب مدال برنز وزن ۵۵ در مسابقات قهرمانی کشتی جهان ۲۰۱۳ و مدال نقره وزن ۵۵ کیلوگرم مسابقات قهرمانی کشتی جهان ۲۰۰۹ اشاره کرد.